# Borsosberény
Borsosberény é um município da Hungria, situado no condado de Nógrád. Tem 20,26 km² de área e sua população em 2015 foi estimada em 935 habitantes.